# Goopy Geer
Goofisiek – fikcyjny pies występujący w serii amerykańskich krótkometrażowych filmów animowanych Zwariowane Melodie. Jest jednym z niemych bohaterów tej serii.
Goofisiek debiutował 16 kwietnia 1932 roku w filmie Goopy Geer, choć żeńska wersja tej postaci pojawiła się anonimowo w filmie Freddy the Freshman z 20 lutego 1932. Miesiąc później Walt Disney stworzył jego odpowiednik imieniem Goofy.

## Filmografia
- Goopy Geer (16 kwietnia 1932)
- Moonlight for Two (11 czerwca 1932)
- The Queen Was in the Parlor (9 lipca 1932)
- Bosko in Dutch (14 stycznia 1933)